# 橋本みゆき「咲-Saki-」Best Album 〜Anthology〜
『橋本みゆき「咲-Saki-」Best Album 〜Anthology〜』（はしもとみゆきさきベストアルバムアンソロジー）は、橋本みゆきのベストミニアルバム。『咲-Saki-』の主題歌集である。ランティスより2014年6月4日に発売された。

## 概要
『咲-Saki-』で橋本みゆきが歌う主題歌を集めたアルバムとなっている。ジャケットには、宮永咲、原村和、高鴨穏乃の三人が描かれている。
CDジャーナルは声と作品世界との相性は無類であると評価している。

## 収録曲
1. Glossy:MMM
作詞 - 畑亜貴 / 作曲・編曲 - 虹音
TVアニメ『咲-Saki-』OP主題歌
2. Windy prelude
作詞 - 真崎エリカ　/ 作曲・編曲 - 矢鴇つかさ
パチンコ『CR 咲-Saki-』プレミアムボーナステーマソング
3. リバーシブル・スター
作詞 - 真崎エリカ　/　作編・作曲 - 五条下位
パチンコ『CR 咲-Saki-』麻雀戦闘モードテーマソング
4. moment of glory
作詞・作曲・編曲 - ZAQ
PSPゲーム『咲-Saki- 阿知賀編 episode of side-A Portable』主題歌
5. New SPARKS!
作詞 - 畑亜貴 / 作曲 - fandelmale / 編曲 - 酒井拓也
TVアニメ『咲-Saki-全国編』OP主題歌
6. TRUE GATE
作詞 - 畑亜貴 / 作曲・編曲 - 酒井拓也
TVアニメ『咲-Saki-全国編』ED主題歌
7. Futuristic Player
作詞・作曲・編曲 - ZAQ
TVアニメ『咲-Saki- 阿知賀編 episode of side-A』ED主題歌